# Жакино, Онорэ
Онорэ Жакино (фр. Honoré Jacquinot); (* 1815; † 1887) — французский врач и орнитолог.
Жакино вместе со своим старшим братом, военным морским офицером Шарлем-Эктором Жакино принял участие в экспедиции Дюмона-Дюрвиля на корабле «Астролябия» с 1837 по 1840 годы.
Во время остановки недалеко от берега Новой Зеландии Жакино вместе с Жаком Бернаром Омброном описали и зарисовали 15 видов моллюсков, а также несколько видов птиц, рыб и ракообразных.